# Husníja Džabára
Husníja Džabára (hebrejsky: חוסניה ג'בארה, Chusnija Džab'ara, arabsky: حسنية جبّارة) je izraelská politička a bývalá poslankyně Knesetu za stranu Merec.

## Biografie
Narodila se 11. dubna 1958 v Tajbe. Má bakalářský vysokoškolský titul a studuje magisterský cyklus v oboru správa. Hovoří anglicky a arabsky. Patří do komunity izraelských Arabů.

## Politická dráha
V letech 1992–1994 působila jako ředitelka organizace Na'amat v domovském městě Tajbe. V letech 1995–1997 řídila židovsko-arabský institut v Bejt Berl.
V izraelském parlamentu zasedla po volbách v roce 1999, v nichž kandidovala za stranu Merec. Do činnosti Knesetu se zapojila jako členka výboru pro jmenování islámských soudců, výboru pro vzdělávání a kulturu, výboru práce, sociálních věcí a zdravotnictví, výboru pro status žen a předsedala podvýboru pro rozvoj statusu arabských žen.
Byla první izraelskou arabskou ženou, jež se stala poslankyní Knesetu. Ve volbách v roce 2003 mandát neobhájila.